# Château de Marly

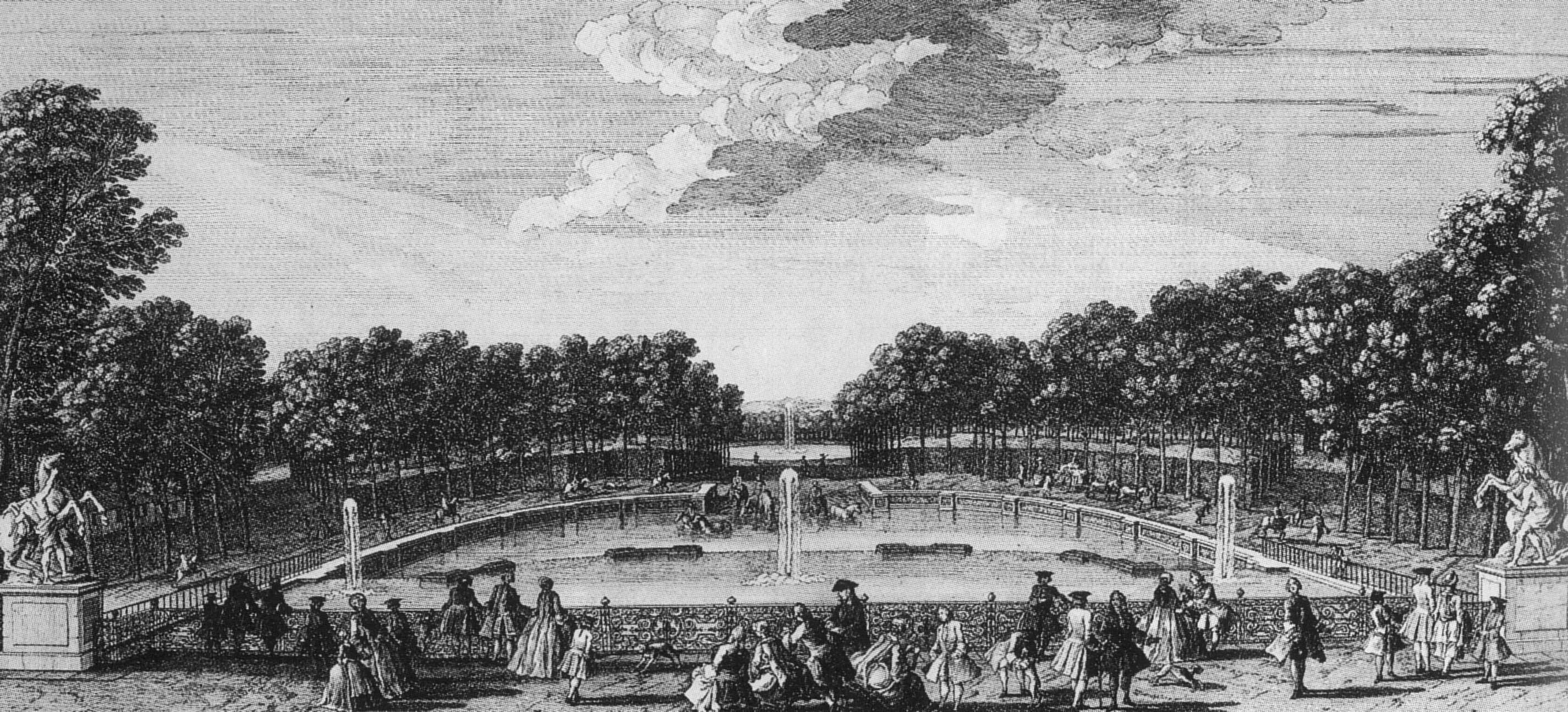
L'Abreuvoir de Marly, gravure de Jacques Rigaud.

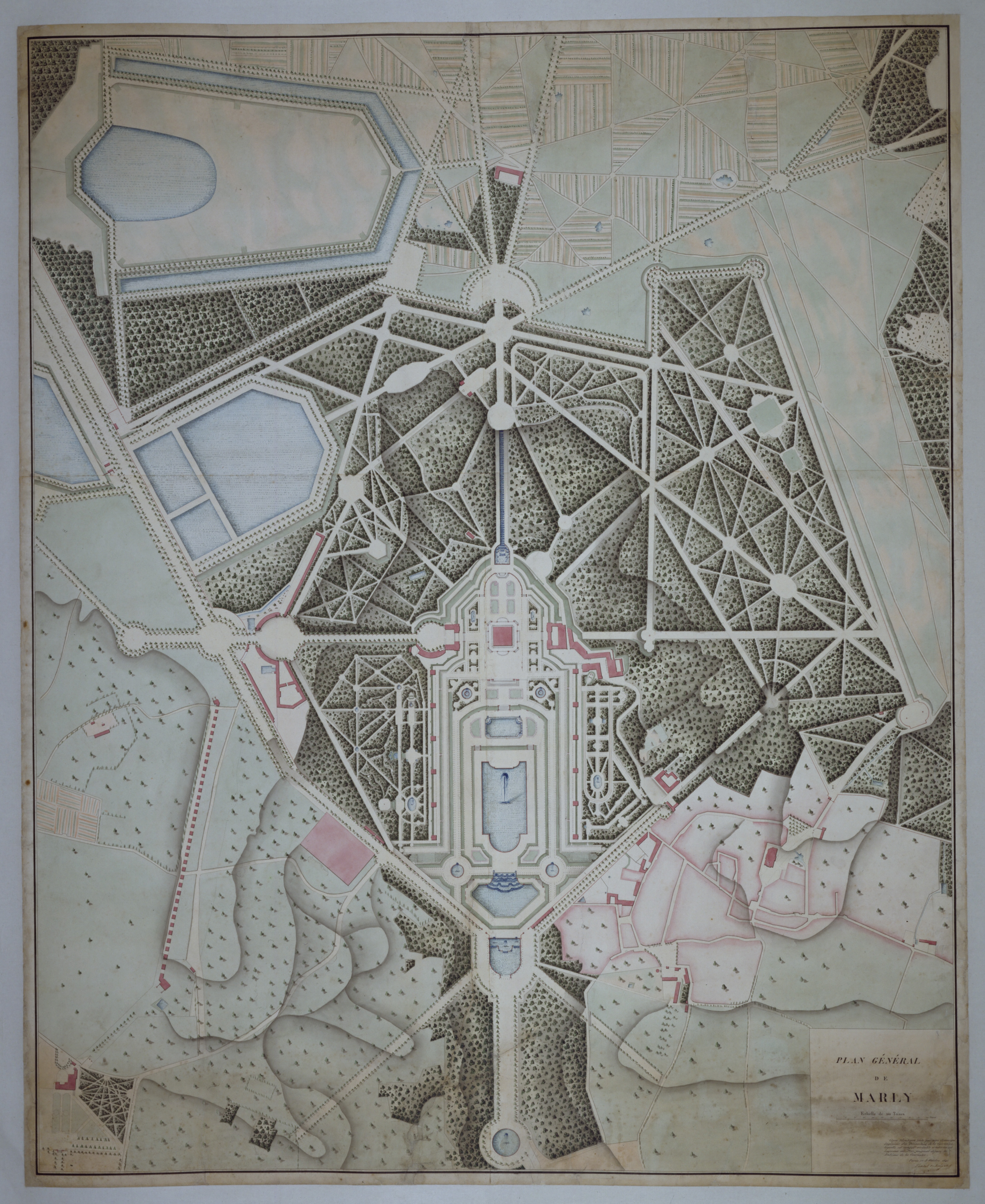
Plan général de Marly, XVIIIe siècle.

Le château de Marly est un château royal situé dans la commune de Marly-le-Roi dans le département français des Yvelines, en région Île-de-France.
Édifié sous le règne du roi Louis XIV, il est détruit durant le Premier Empire.

## Historique

### Louis XIV et Marly
En 1676, Louis XIV achète les seigneuries de Marly-le-Chastel et de Marly-le-Bourg à la famille de Montmorency ; celles-ci deviennent alors Marly-le-Roi.
Le roi, souhaitant fuir la pesanteur de Versailles, charge dès 1679 les architectes Jules Hardouin-Mansart et Robert de Cotte de l'édification d'un château de plaisance afin d'y accueillir quelques privilégiés.

« À la fin, le roi, lassé du beau et de la foule, se persuada qu’il voulait quelquefois du petit et de la solitude. »

— Saint-Simon, Mémoires
Le marché de travaux est passé le 22 février 1680 aux entrepreneurs Jean Bailly et François Lespée. Ces travaux sont pratiquement terminés lorsque Louis XIV s'y rend pour la première fois en novembre 1683.
Le roi à l'origine y invite ses intimes et résume ainsi la fonction de ses trois principales résidences : « J'ai fait Versailles pour ma Cour, Trianon pour ma famille, Marly pour mes amis ». Puis, à partir des années 1690, les invitations sont des marques de promotion politique et administrative et dans les deux dernières décennies du règne, « Marly tend à devenir une autre résidence ordinaire, un second Versailles, voire un anti-Versailles ».

### Les «Marly»
En 1686, a lieu le premier « Marly ». C'est sous cette appellation que sont alors nommés les séjours du roi et de ses invités au château.
Dès l'origine, les jardins et le château de Marly sont prévus pour que Louis XIV puisse s'éloigner de Versailles et des pesanteurs et tracas de la cour, en compagnie de la famille royale et de quelques invités. Ceux-ci attendent parfois des mois avant d'avoir le privilège d'être invités dans le saint des saints.
Être convié à Marly est considéré comme l'extrême faveur royale. Les noms des élus figurent sur une liste diffusée quelques jours avant le départ.
Saint-Simon, dans ses Mémoires, décrit non sans ironie les courtisans suppliant le secrétaire du Roi pour y figurer ou implorant Louis XIV en lui disant « Sire, Marly... » à son passage. Mais ce ne sont jamais plus de 60 à 100 personnes qui y séjournent. Plus le pavillon attribué à un invité est proche du pavillon royal, plus celui-ci est censé avoir les faveurs du monarque. Les princes du sang n'y vont pas de droit et doivent, comme n'importe quel autre courtisan, être invités par le roi. Seuls les membres de sa proche famille y sont conviés d'office, qui sont la reine, Monsieur, frère du roi et son épouse, la princesse Palatine.
Marly est avant tout un lieu de plaisir et de fêtes. L'étiquette, si présente à Versailles, y est en partie abolie et de nombreux divertissements sont organisés : escarpolette, ramasse (un chariot sur rails en bois ancêtre des montagnes russes), le mail (une sorte de golf ou de croquet), billard, jeux de cartes, gondoles sur le grand miroir, etc.

### Sous Louis XV et Louis XVI
Pendant la Régence, Philippe d'Orléans délaisse Marly, qui ne reprend son rôle de château de plaisance que sous le règne personnel de Louis XV. Le roi s'y retirera notamment quelques jours à la mort de la reine Marie Leszczynska en juin 1768. Tout au long du règne, le système de la liste est conservé pour les invitations à séjourner au château, mais un certain relâchement dans l'étiquette peut s'observer : les courtisans peuvent ainsi se rendre librement à Marly pour la journée. Ce mouvement se poursuit sous Louis XVI : lorsque le roi et la reine sont absents, le parc de Marly est ouvert et devient un lieu de promenade.
Le château, apprécié de Marie-Antoinette, est alors régulièrement réinvesti par la cour, notamment pour les chasses ou pour des fêtes, comme celle donnée pour célébrer la grossesse de la reine à l'automne 1778.
Cependant, les divers chantiers entrepris pour rénover le château font de Marly un séjour inconfortable. Aussi, si le couple royal y séjourne fréquemment jusque dans les années 1780, il préfère à cette époque les châteaux de Saint-Cloud et de Rambouillet, récemment acquis par la couronne. Le dernier séjour royal a lieu en juin 1789, lors du deuil du dauphin Louis-Joseph.

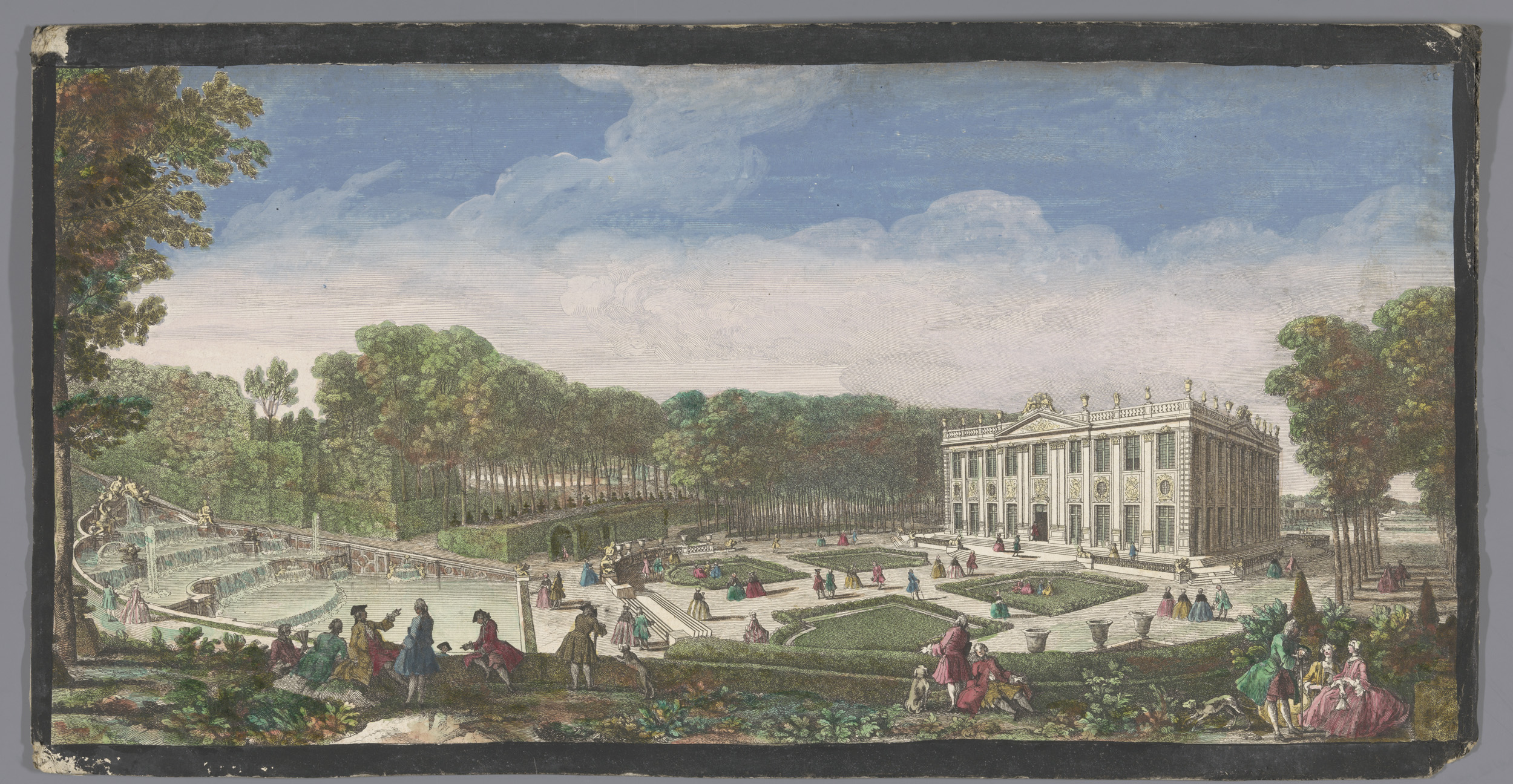
Le château de Marly au XVIIIe siècle. On remarque notamment les oculi réalisés dans la façade pour les entresols aménagés sous Louis XV.

### La destruction
Dès 1789, malgré le maintien de l'entretien par l'administration des bâtiments du roi, de premières coupes d'arbres sont entreprises. Lorsque la monarchie est abolie, les insignes de la royauté sont supprimés, les matériaux valorisables, comme les canalisations, sont extraits, les œuvres d'art sont transportées au Louvre et le mobilier est vendu aux enchères, sur place. En 1795, un régiment est installé au château : les soldats contribuent ainsi à la destruction des bâtiments, en les saccageant et en utilisant par exemple les boiseries comme bois de chauffage.
Finalement, l'administration décide de la vente de Marly. Le domaine est ainsi acquis le 31 mars 1799 par un premier acquéreur, Coste, qui entame les démolitions, avant de le céder en 1803 à un Parisien, Alexandre Sagniel, qui y installe une filature de coton et une fabrique de draps. Les affaires étant peu florissantes, Sagniel tente de se renflouer en démantelant peu à peu le château, monnayant tous les matériaux prélevés. L'échec de sa revente entre 1805 et 1806 à Napoléon accélère la démolition de l'édifice, qui disparaît entièrement entre 1808 (pour les douze pavillons) et 1816 (pour le pavillon royal).
Il ne reste ainsi plus rien de visible du château édifié par Jules Hardouin-Mansart, si ce n'est — en haut de la pente du parc — la représentation au sol des murs du pavillon royal.

### Le domaine national et le pavillon de Marly
Peu avant la démolition complète du château, le parc est finalement racheté par l'administration impériale le 27 juillet 1811, et redevient un domaine de chasse.
Au XIXe siècle, un petit rendez-vous de chasse est bâti. Il sera, à partir de 1879, affecté à la présidence de la République. Plus rustique et plus intime que le château de Rambouillet, également dévolu au président de la République, le pavillon de Marly accueille notamment l'ancien chef du gouvernement Charles de Gaulle en 1946, en attente de la reconstruction de La Boisserie, dévastée pendant la guerre. Il y reste quatre mois avec sa femme Yvonne et sa fille Anne. Il y reçoit des fidèles, commence à y écrire ses Mémoires de guerre et y convie l'Allemand Konrad Adenauer. De rares invités y viennent chasser, comme les présidents du Dahomey et du Pakistan, sans pourtant que le Général participe à ces escapades.
Parcouru par les promeneurs, Marly est trop visible pour que François Mitterrand y installe sa famille secrète. En 1988, il y organise cependant de discrètes réunions afin de préparer la campagne présidentielle, autour de responsables du Parti socialiste.
En 2009, la présidence de la République se dessaisit de Marly, et le domaine est rattaché à celui de Versailles.

## L'architecture
Par souci d'économie, l'ensemble des bâtiments avait été peint a fresco, en trompe-l'œil, sous la direction de Charles Le Brun. Trophées, bas-reliefs et pilastres artificiels animent les façades, qui déploient des décors polychromes flamboyants.

### Le pavillon royal
Le pavillon royal, édifié sur une esplanade, rompt avec la tradition française entre cour et jardin et s'inspire de l'architecture palladienne et tout particulièrement de la villa Rotonda et de son plan centré. En son cœur, un grand salon octogonal à l'italienne, haut de près de 15 mètres, est desservi par quatre vestibules qui relient les espaces situés aux quatre angles du pavillon, et où se trouvent les appartements de la famille royale.
Les vestibules Est et Ouest font office d'entrées au pavillon, tandis que le vestibule Sud abrite le salon du billard et celui du Nord le salon des jeux.
Les quatre appartements, qui disposent chacun d'une enfilade de trois pièces, sont associés à une couleur et à une saison :
- le roi, dont l'appartement est orienté vers le château de Saint-Germain-en-Laye, lieu de sa naissance[8], occupe l'appartement rouge, couleur associée à l'été ;
- la reine se voit attribuer l'appartement vert, associé au printemps ;
- Monsieur habite l'appartement aurore, associé à l'automne ;
- et la princesse Palatine se voit attribuer l'appartement bleu, pour l'hiver.

Cependant, le premier séjour de la cour à Marly n'a lieu qu'en septembre 1686 : la reine, décédée trois ans auparavant, ne profite donc pas de son appartement et le roi en attribue fugacement l'usage à son fils, le Grand Dauphin, avant de le céder en 1694, à sa seconde épouse, Madame de Maintenon. Celle-ci, très frileuse, fait procéder à de nombreux aménagements l'année suivante, notamment par la création d'un entresol et de cloisonnements dans son cabinet.
Avant d'être installé dans le pavillon de la perspective, le salon des collations ou « Caffé » occupe l'antichambre de l'appartement aurore de Monsieur. Celui-ci, rapidement incommodé par les nuisances que cela apporte, l'abandonne en 1696 puis l'appartement est affecté au duc de Bourgogne en 1699. Cette antichambre finit par être transformée en escalier d'honneur dit « Grand Degré » en 1711, élément qui manquait jusqu'alors cruellement à l'édifice.
Sous Louis XV, dans les années 1740, toutes les pièces du rez-de-chaussée sont entresolées et le pavillon se voit pourvu d'un étage en attique en 1750. Sous Louis XVI, l'édifice bénéficie de plusieurs travaux d'entretien (rénovation du perron, curage de l'abreuvoir, restauration du parc bas…), tandis que la décoration générale est repensée pour la reine Marie-Antoinette (entresolement de l'appartement de la reine, pose de cheminées, décoration de sa chambre, réameublement des appartements royaux). On peut également noter la création d'une salle de spectacle démontable dans l'ancien bosquet de Bacchus. Pour autant, faute de moyens suffisants, aucune rénovation d'ampleur n'est réalisée sous ces deux règnes. L'allure extérieure du pavillon est alors en piteux état : les décors polychromes des façades sont très effacés, le bâtiment n'ayant pas connu de ravalement depuis sa construction. 

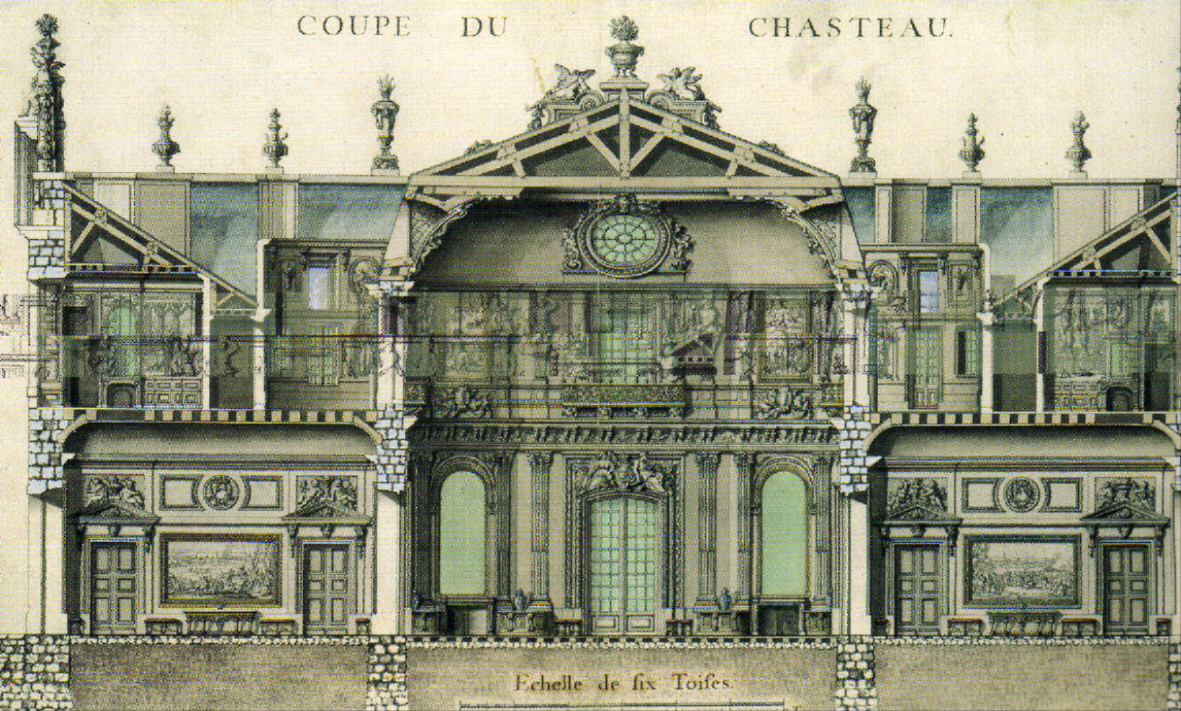
Vue en coupe du pavillon royal de Marly.

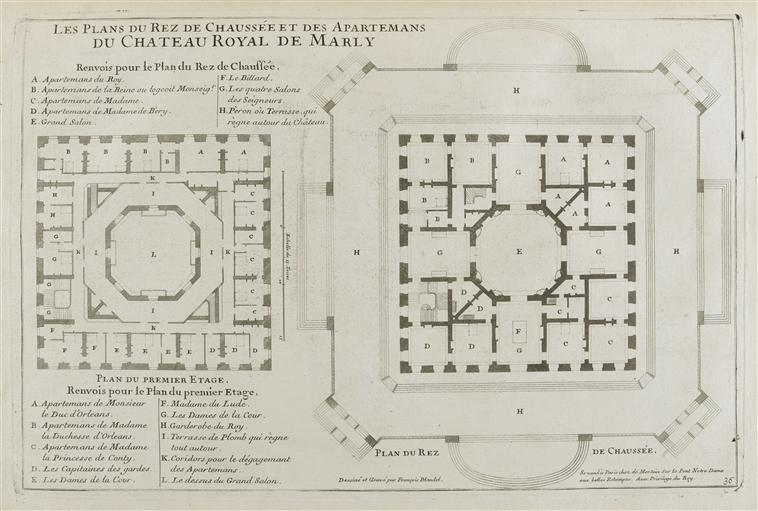
Plan du rez-de-chaussée et du 1er étage du pavillon royal de Marly.

### Le pavillon de la perspective
Il est construit à l'Ouest du pavillon royal lors de la seconde phase des travaux de 1684. L'édifice, rectangulaire, est construit autour d'une cour intérieure. Il est le pendant symétrique du pavillon de la salle des gardes et du pavillon de la chapelle, situés à l'Est.
Dès l'origine, le pavillon accueille les offices, à savoir, de vastes cuisines, une pâtisserie, un garde-meuble, une aile dédiée au Gobelet du roi et un logement pour le suisse. Plusieurs remaniements s'opèrent alors jusqu'en 1699, notamment par la création de nombreux logements pour le personnel, mais également pour l'intendant et le concierge. Alexandre Bontemps, alors intendant de Marly, y possède son appartement, de 1688 jusqu'à son décès en 1701.
Louis Blouin, son successeur, n'occupe pas l'appartement et se fait construire une maison dans l'enceinte du domaine, qui reste occupée ensuite par le comte de Noailles à partir de 1729 puis par le prince de Poix à partir de 1769. Ce pavillon multifonction abrite également un cabaret et un « Caffé » où sont servies les collations, ainsi que des logements destinés aux invités et quelques fois aux membres de la famille royale élargie, faute de pouvoir tous les loger dans le pavillon royal.

### Les douze pavillons

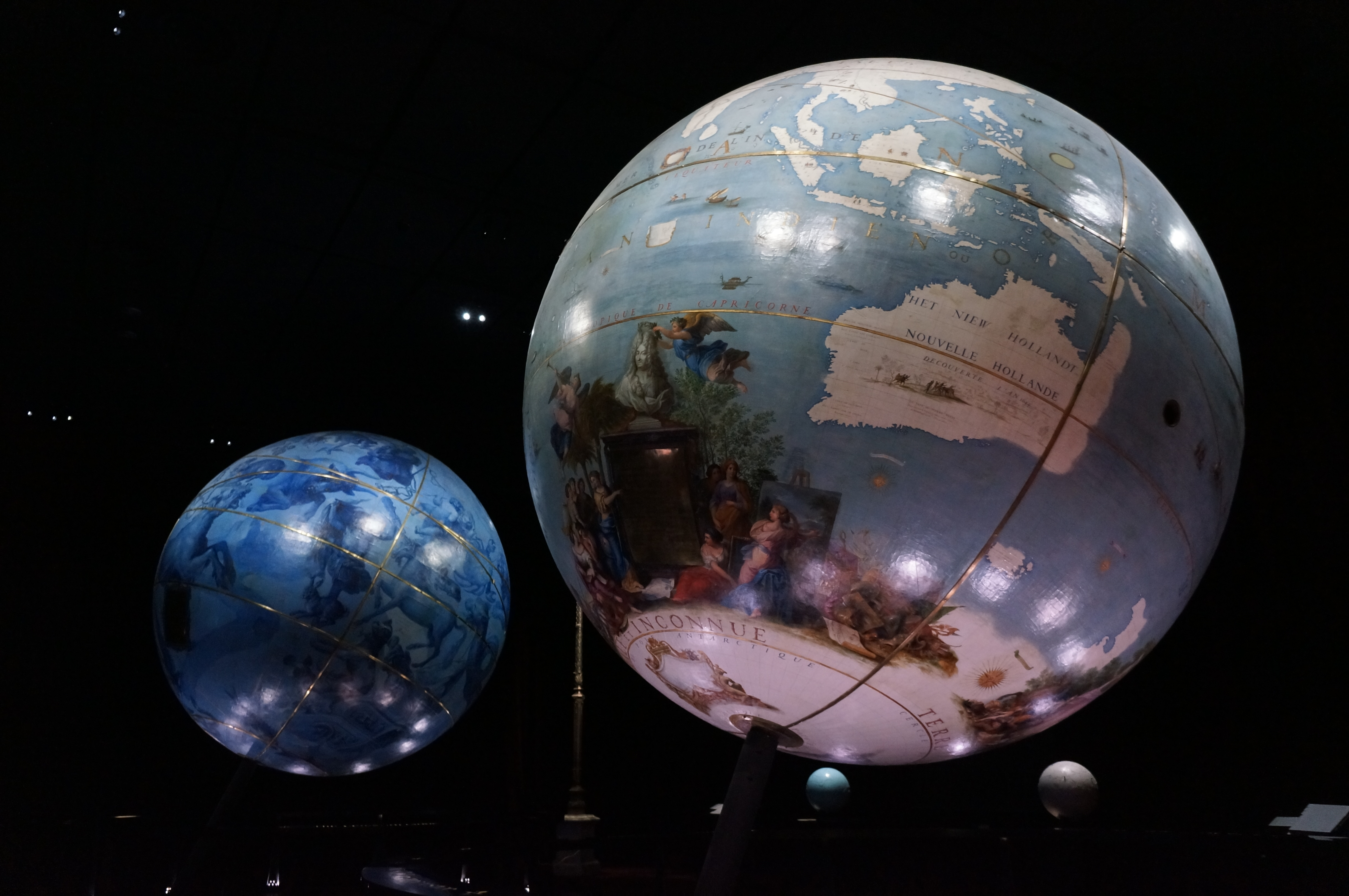
Les globes de Coronelli, installés à Marly sous le règne de Louis XIV.

De part et d'autre du canal central, le « grand miroir », sont alignées deux rangées de six pavillons consacrés aux invités, soit douze au total qui symbolisent les douze signes zodiacaux tournant autour de l'astre suprême, le soleil, représenté par le pavillon royal.
En 1688, l'un des pavillons est transformé en pavillon des bains et, en 1703, les deux derniers sont réaménagés pour accueillir les deux globes dits de Coronelli, représentant la terre et l'autre le ciel au jour de la naissance de Louis XIV. Ceux-ci en seront retirés en 1715, peu avant la mort du roi.

## Les jardins

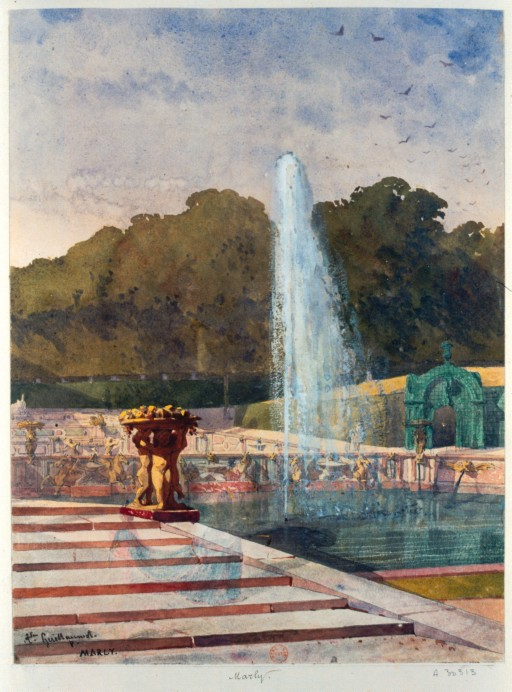
Le jet d'eau du château de Marly par Auguste-Alexandre Guillaumot.

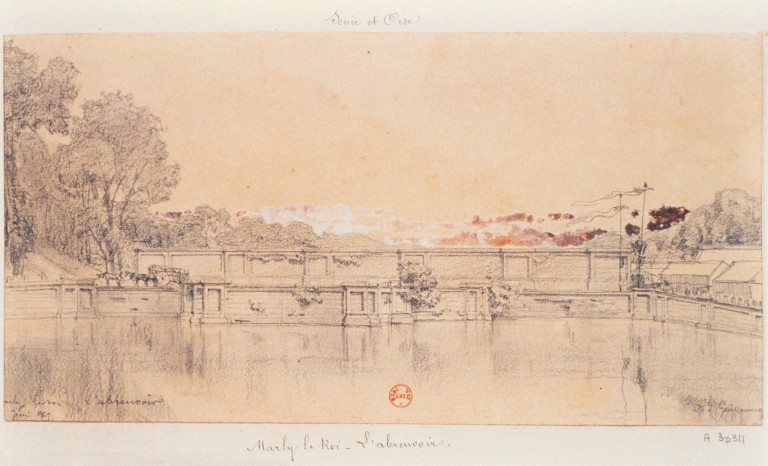
L'abreuvoir du château de Marly par Auguste-Alexandre Guillaumot.

### Les jardins de Louis XIV
Le château de Marly est conçu comme un château-jardin où la nature, maîtrisée, domine. Le parc s'organise autour de deux axes qui se recoupent à l'emplacement du château. De nombreux bosquets, bassins et fontaines agrémentent l'espace. Au fil des années, des modifications sont opérées pour satisfaire le goût du roi. Pour ses jardins de Marly, Louis XIV disposait de l'eau puisée dans la Seine toute proche, grâce à la machine de Marly. 
Les jardins de Marly sont connus par de nombreux tableaux, gravures ou aquarelles. 
Le pavillon royal était encadré de parterres et de cabinets. Les cabinets ont évolué au cours du règne de Louis XIV, passant de simples cabinets de verdure à des bosquets avec bassins et sculptures. C'est dans ces bosquets qu'ont été placées les sculptures dites des coureurs (d'Hippomènes, Atalante, Apollon et Daphné). 
Un théâtre de verdure est édifié à la droite du château. 
Côté nord du pavillon royal, le jardin s'organise avec une succession de bassins comme le montre le tableau de Pierre-Denis Martin : 
- La Pièce des Gerbes, au plus près du pavillon royal. C'est un bassin de forme rectangulaire entouré de parterres,
- La Grande Pièce d'Eau ou Grand Miroir,
- Bassin des « Nappes ». Il a connu plusieurs états. Il s'agit d'abord d'un bassin avec trois jets dont celui au centre est plus haut. En 1692, Louis XIV demande la réalisation de cascades entre la grande pièce d'eau et ce bassin. Les cascades se composent de 3 escaliers d'eau avec jets, séparés par des escaliers pour accéder au bassin en contrebas. La cascade au centre est d'une largeur de 17 toises alors que les deux cascades extérieures sont d'environ deux toises. Les bordures étaient en rocaille. En 1699, le dessin général est modifié par la création d'une seule cascade qui raccorde le bassin. Après avoir parcouru les degrés, l'eau se déversait dans le bassin. Les deux escaliers sont déplacés à la hauteur des deux bassins des boules situés de part et d'autre du bassin des Nappes. Par la suite, le roi modifia, puis fit supprimer les 3 jets d'eau. Ce bassin a accueilli les sculptures de la Loire, la Seine, la Loire accompagnée du Loiret et la Seine avec la Marne.
- l'Abreuvoir de Marly (hors les murs).

Au-delà du pavillon royal, côté sud, s'élève la grande cascade ou Rivière. Dans son premier état, la rivière de deux cents mètres comportait 52 degrés droits ou en anse de panier. En 1701, toutes les marches en anse de panier sont modifiées en marches droites. Vers 1703, de nombreuses modifications sont apportées. Les sculptures de la Seine et de la Marne encadrent le haut de la Rivière. L'eau jaillit de trois masques de marbre. Les marches sont plaquées de marbre rouge et vert. Les statues de Neptune et Amphitrite sont placées en bas de la rivière. L'eau se déverse enfin dans un bassin en forme de fer à cheval avec jets d'eau et décor sculpté. Le bassin de la Demi Lune entre la Rivière et le pavillon royal est alors supprimé et remplacé par un parterre. Le mur du fond en marbre de ce bassin est toutefois conservé. Des degrés, encadrés des sculptures de Méléagre tuant un cerf et Méléagre tuant un sanglier par Nicolas Coustou, permettent de relier la Rivière et le pavillon. Les arbres le long de la rivière sont supprimés en 1707.  
À droite l'axe principal du vallon, du côté du levant, les principaux bosquets sont :  
- le Parnasse et sa gerbe,
- les bains d'Agrippine et la place devant Agrippine. Le Bosquet est composé de deux parties. La partie haute était étagée. Elle comprenait un vertugadin en hémicycle soutenant 3 bassins avec un jet. En contrebas, un autre bassin épousait la forme du vertugadin. Il se terminait par une cascade dont l'eau dévalait plusieurs degrés. Au centre du bassin, sur un socle, trônait la sculpture d'Agrippine. Cette sculpture antique faisait partie des collections de Mazarin et était alors connu sous le nom de « Julia Mammea ». Deux vases encadraient le bassin sur le glacis en amont de la cascade. La partie basse, nommée place devant Agrippine avait le forme d'un octogone, dont quatre faces correspondaient aux entrées des deux allées qui la coupait. Sur les quatre autres côtés de l'octogone, quatre bassins circulaires accueillaient une sculpture, posée sur un socle d'où coulait de l'eau. Les sculptures ont changé au cours de l'ancien régime. En 1702, quatre vases de Bertin viennent compléter la décoration, disposés au niveau des entrées de l'allée longitudinale.
- la Cascade champêtre, au bout de l'allée de la cascade. La première cascade champêtre est terminée en 1701. Le bassin en haut du bosquet comprend une vasque portée par trois tritons de plomb. Sur la partie dénivelée, la cascade est composée de trois escaliers d'eau qui se déversent dans un bassin unique en bas de la pente. Le décor est rocaille, composé de rochers et de coquillages. En 1706, elle est réformée en un grand escalier d'eau unique, avec des jets d'eau. La margelle est en marbre du Languedoc. Le bassin en haut du bosquet est intégré à la cascade. Le décor est complété de vases et six statues (Pan, Vertumne, l'Air, l'Eau, Flore et Pomone).
- l'amphithéâtre de Mercure.

À gauche de l'axe principal, du côté du Couchant, les bosquets sont : 
- la place des Enfants,
- les Pareilles,
- la fontaine du Sénat,
- la fontaine de Diane. Après l'acquisition de la Diane d'Anselme Flamen en 1694, le roi fait aménager un bosquet d'une forme complexe pour l'accueillir. Dans une niche végétale semi-circulaire du côté des derniers pavillons, la statue de Diane est présentée sur un socle de rocaille, d'où l'eau s'écoule dans un bassin. La statue avait au-dessus d'elle un baldaquin, fait d'un pin taillé en forme de parasol.

Le parc haut est un bois, découpé d'allées. Il est agrémenté de différentes réalisations : un Grand Mail, des salles gazonnées (Vestibule, Grand Salon, Grand Ovale), une roulette ou ramasse (chariot qui descend une pente sur des rails en bois). 
À la mort de Louis XIV, pas moins de 400 jardiniers travaillent à Marly.

### Les jardins après la mort de Louis XIV
Sous la Régence, Philippe d'Orléans fait retirer les groupes sculptés de Coysevox (Mercure à Cheval sur Pégase et La Renommée à Cheval sur Pégase) pour les installer aux Tuileries. Pour les remplacer, Louis XV passera commande à Coustou des fameux chevaux qui prennent dès lors le nom de Marly (conservés au Louvre depuis 1984, des répliques marquent toujours l'entrée des Champs-Élysées, sur la place de la Concorde, où ils avaient été installés en 1794). Sous son règne, la grande cascade est détruite et remplacée par un simple gazon. Le marbre qui en est issu est réutilisé dans les églises Saint-Sulpice et Saint-Roch à Paris.

### Les programmes de restitution
Depuis le 1er janvier 2009, les 53 hectares classés monuments historiques sont placés sous la responsabilité de l'Établissement public du Château, du musée et du domaine national de Versailles. Les 44 hectares restant sont gérés par l'Office national des forêts.
Du parc de Louis XIV ne subsistent que le bassin du grand miroir et l'abreuvoir.  
En 2006, l'abreuvoir a fait l'objet d'une restauration partielle, avec la restitution de son décor de rocailles et coquillages sur sa partie haute. En 2010, le bassin du grand miroir a fait l'objet d'un nettoyage et l'installation d'une nouvelle technique hydraulique pour son jet d'eau de 10 mètres.  
Depuis quelques années, des campagnes de restitution de la statuaire sont engagées avec la réalisation de copies ou moulages de statues. Dans le milieu des années 1980, des moulages des deux chevaux de Marly par G. Coustou ont été replacés sur le bassin de l'Abreuvoir, ainsi que les deux groupes des Méléagres à leur emplacement d'origine. Les copies des statues des quatre coureurs sont installées à leur emplacement historique près de l'ancien pavillon en 2003. En 2007, des copies en pierre des sculptures de Neptune et d'Amphitrite d'A. Coysevox reprennent leur place sur le bassin de la Rivière. Des moulages du Faune au chevreau de P. Le Pautre, de Flore, du Berger Flûteur et de l'Hamadryade d'A. Coysevox ainsi que quatre vases sont aussi restitués aux côtés des Méléagres. 
En avril 2022, le domaine de Marly a reçu le label « Jardin remarquable » du ministère de la Culture. 

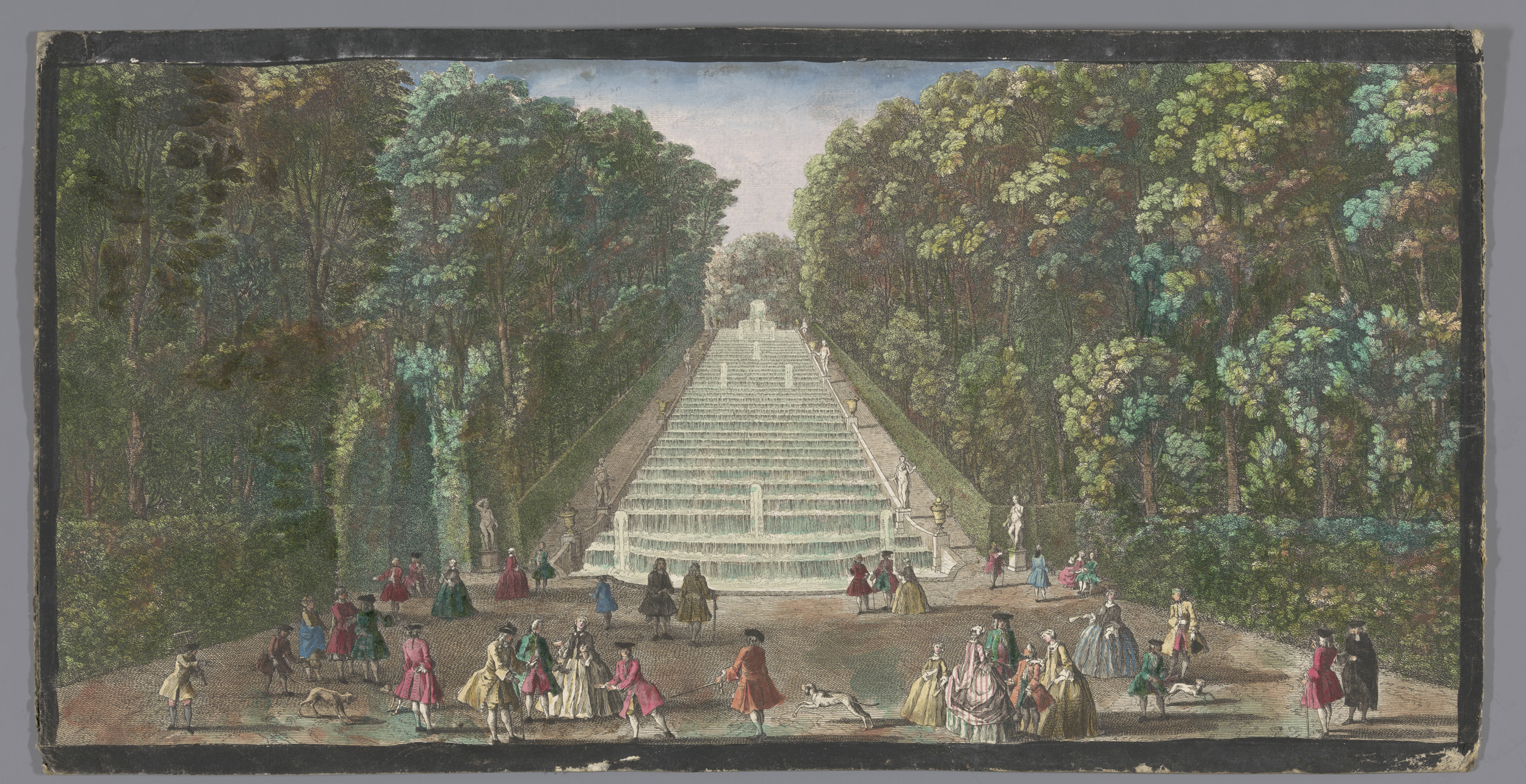
La Cascade Champêtre du « côté du Levant ».

Statues installées dans les jardins de Marly
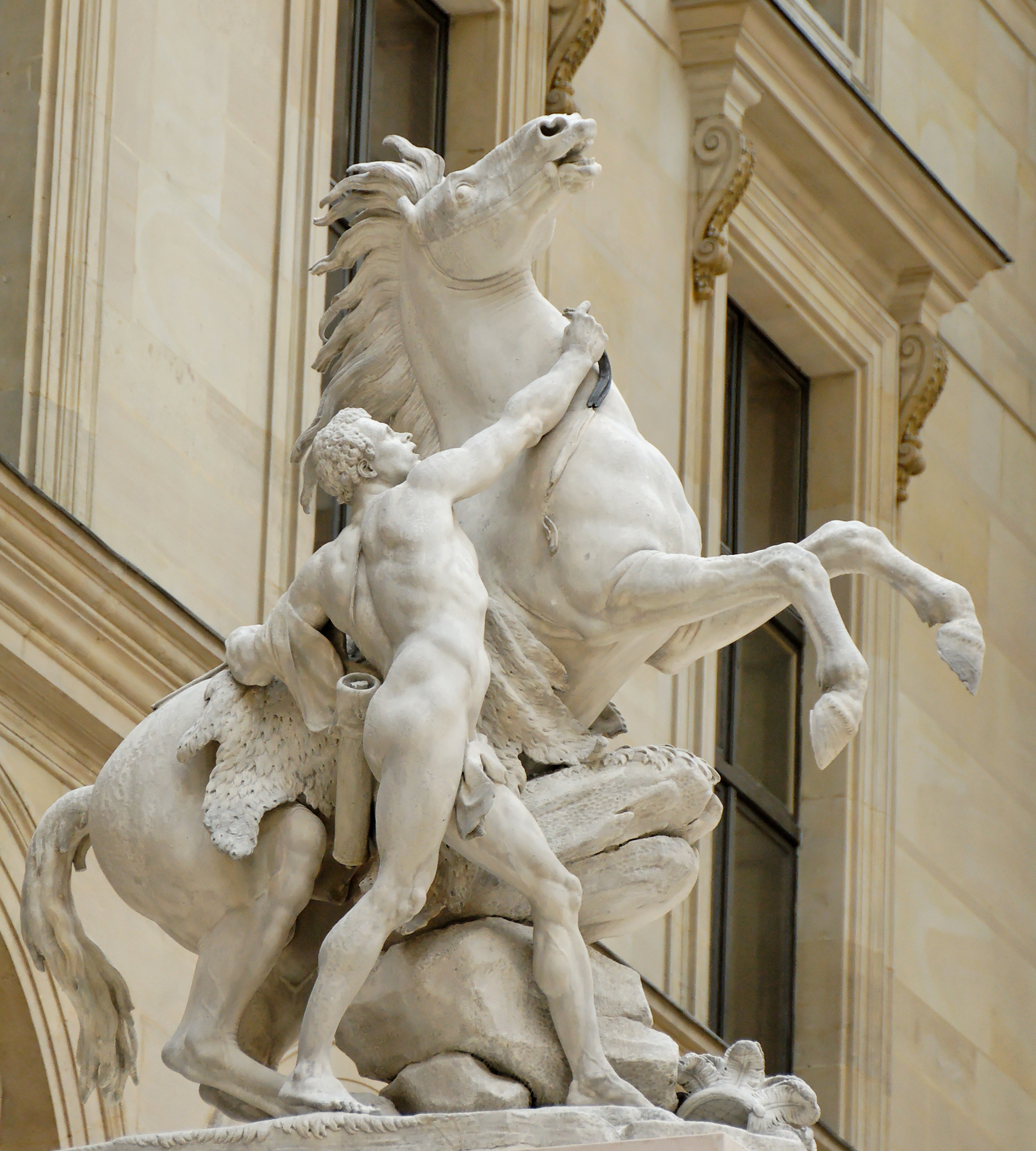
L'un des deux Chevaux de Marly, Louvre.
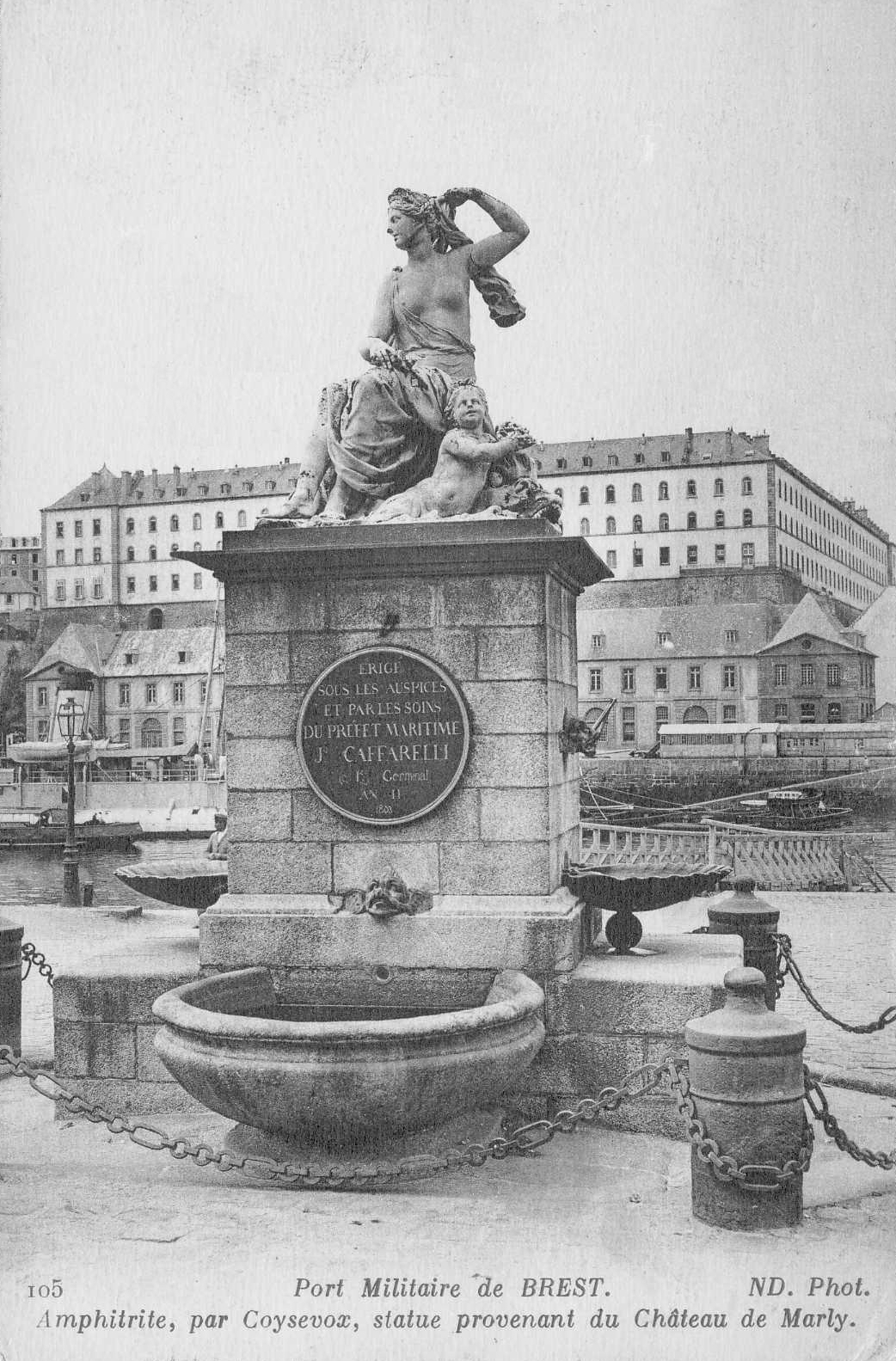
Le Triomphe d'Amphitrite, donné à Brest en 1801[11], évacué pendant la guerre puis transféré au musée du Louvre à la Libération[12].
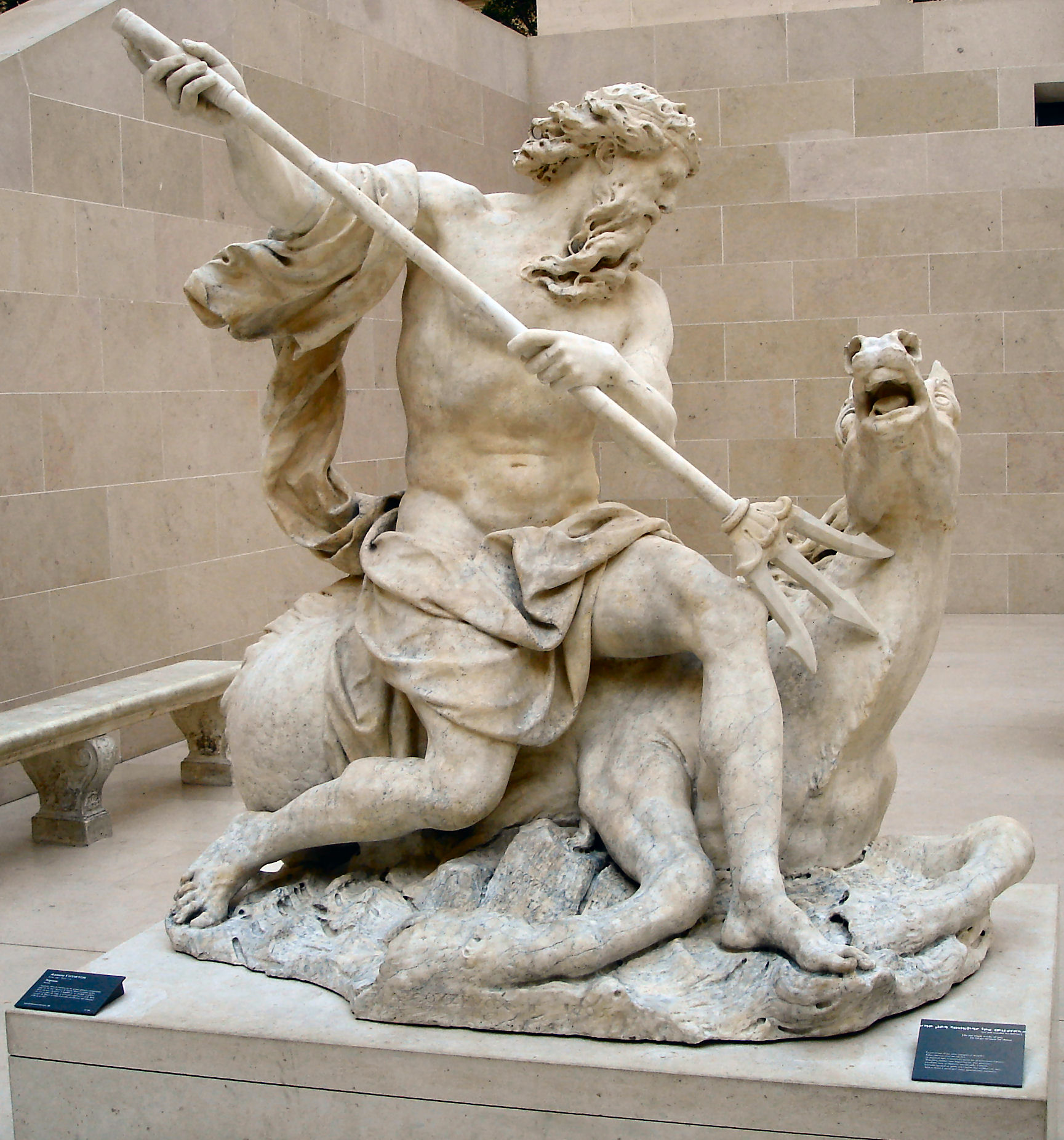
Neptune (Antoine Coysevox), donné à Brest en 1801 puis transféré au Louvre à la Libération.
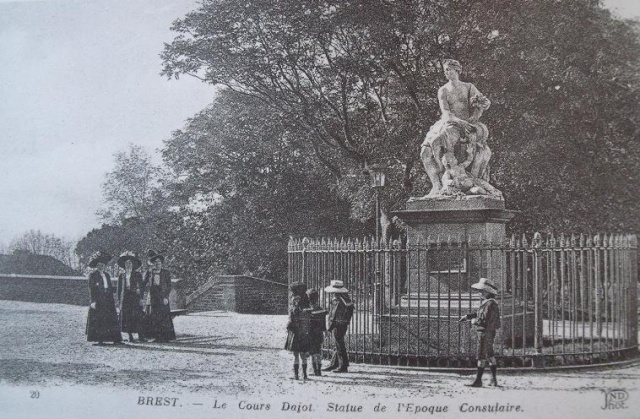
La Marne, donnée à Brest en 1801 puis transférée au Louvre à la Libération.
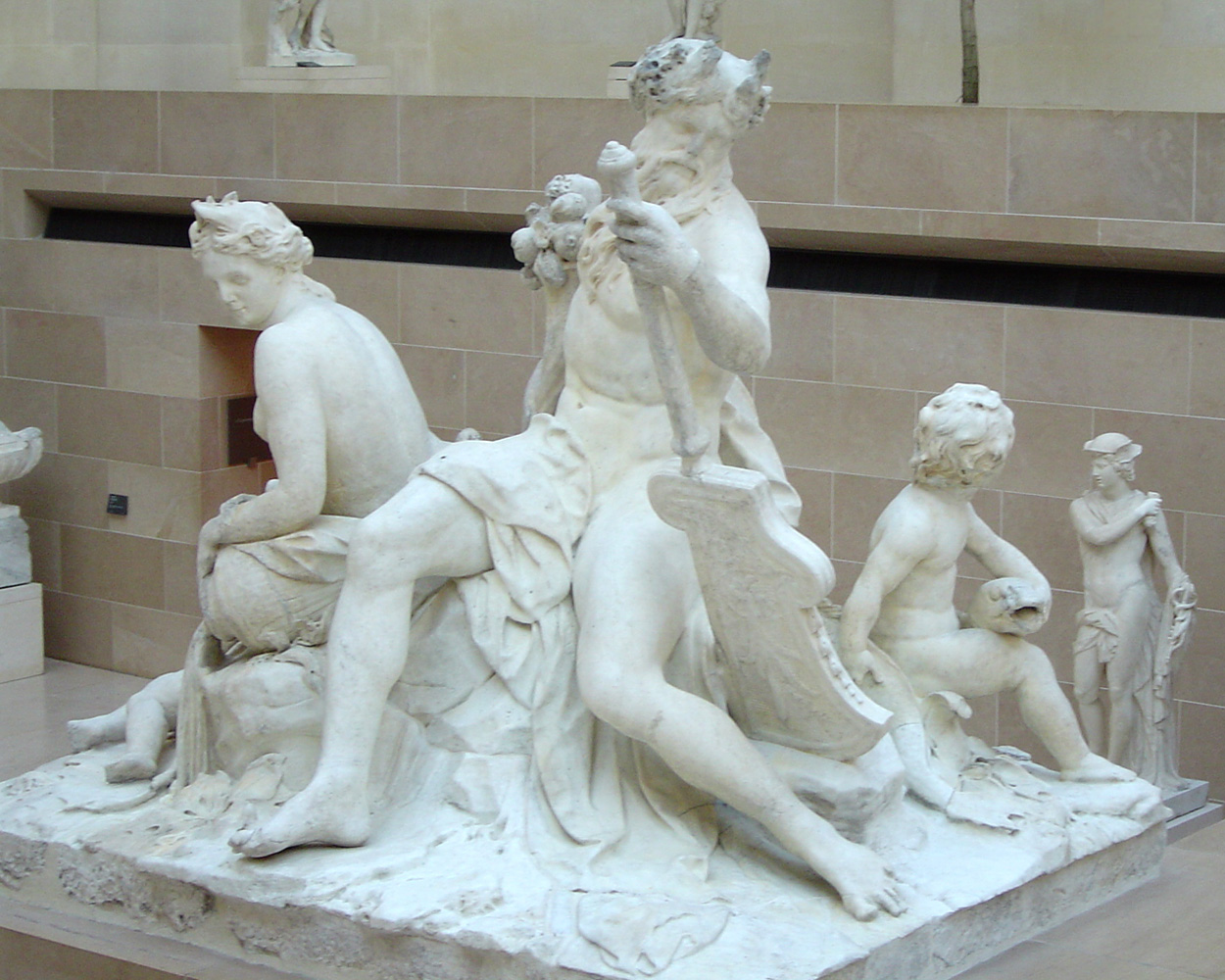
La Loire et le Loiret (Corneille Van Clève, 1707), transférée en 1719 au jardin des Tuileries puis en 1993 au Louvre.

Schémas 3D de restitution de Marly
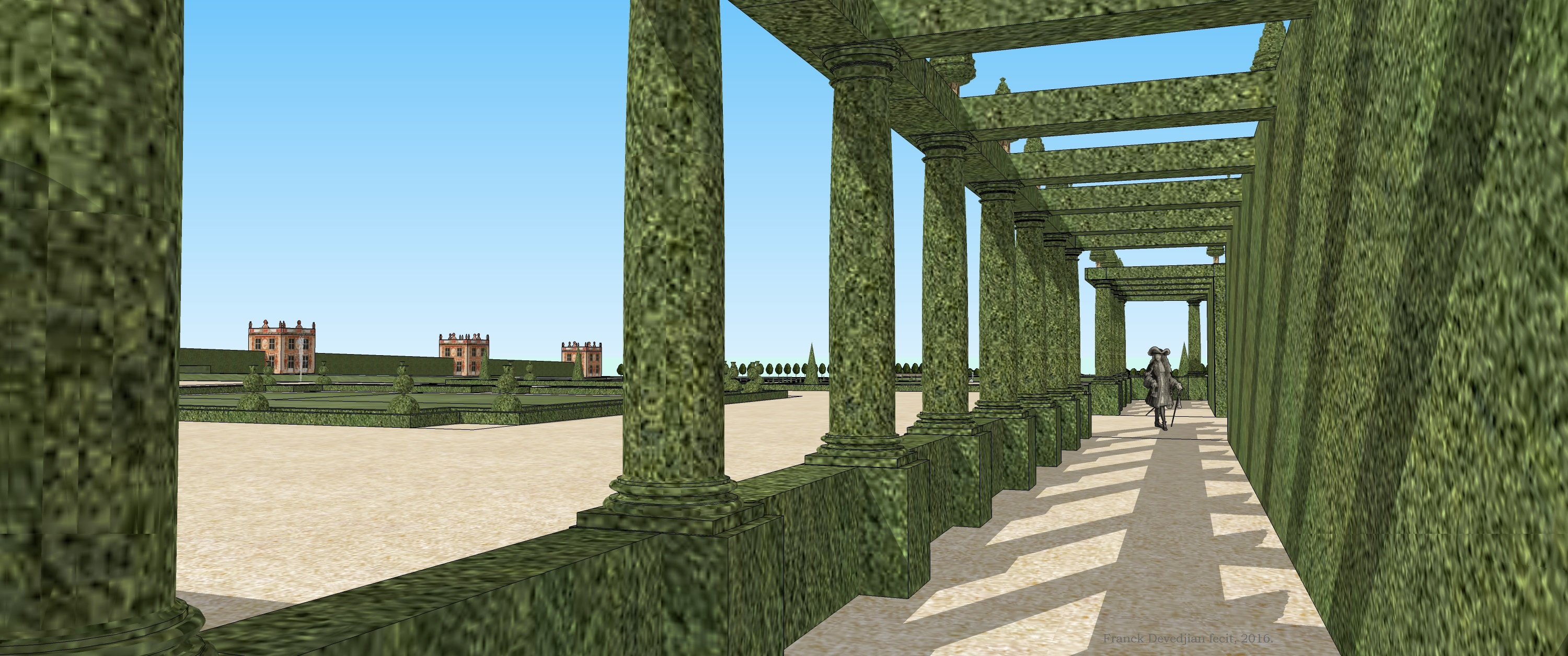
Treillages du château de Marly.
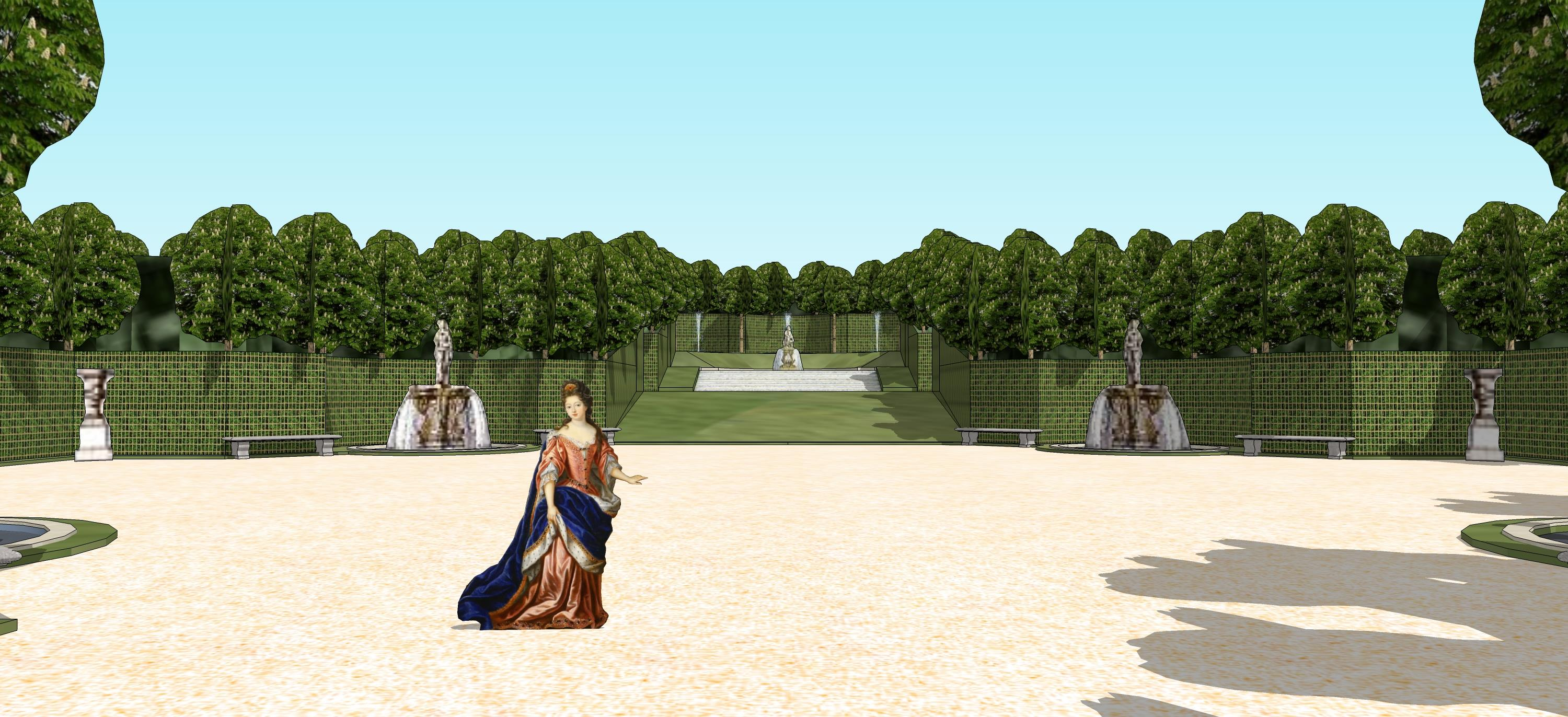
Vue du bosquet d'Agrippine, Marly.
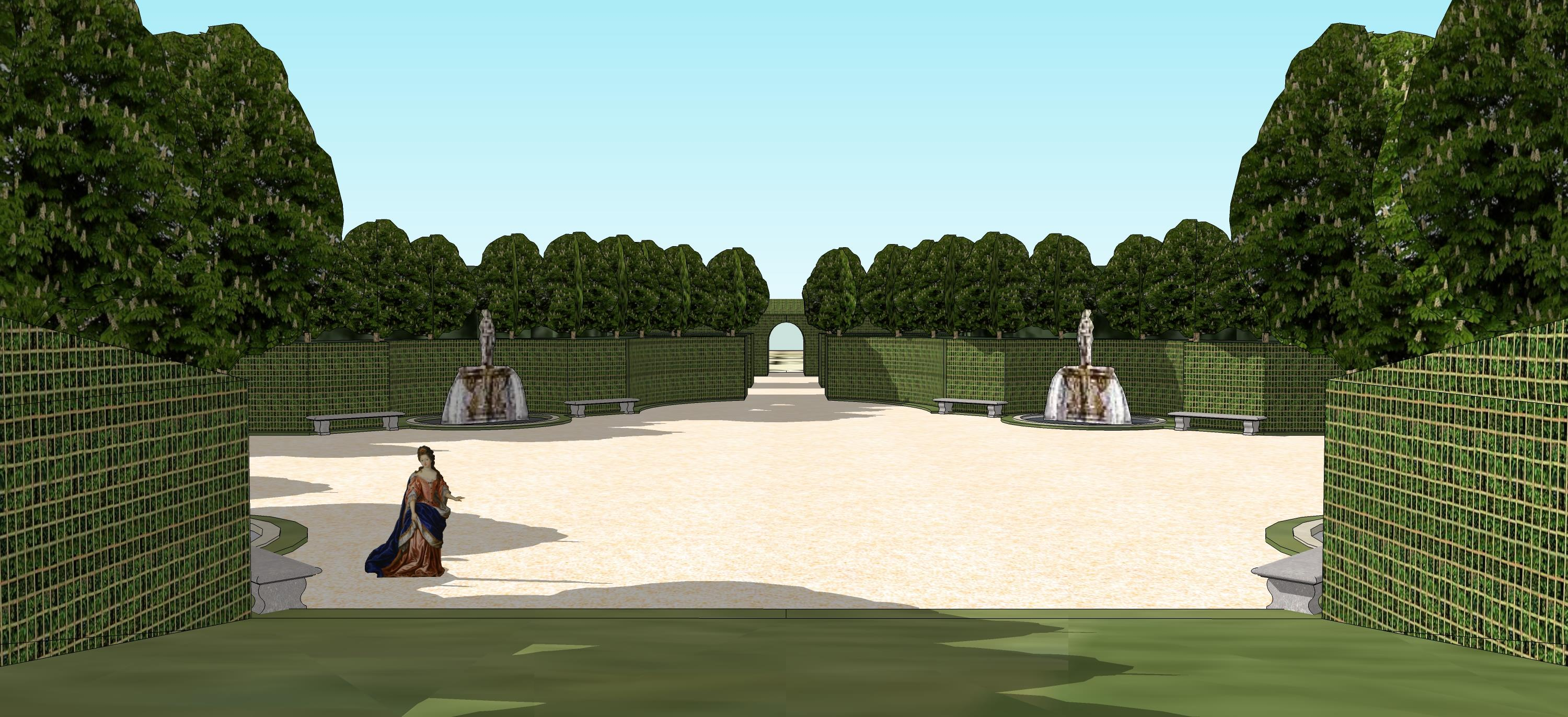
Vue du bosquet d'Agrippine depuis l'allée haute.
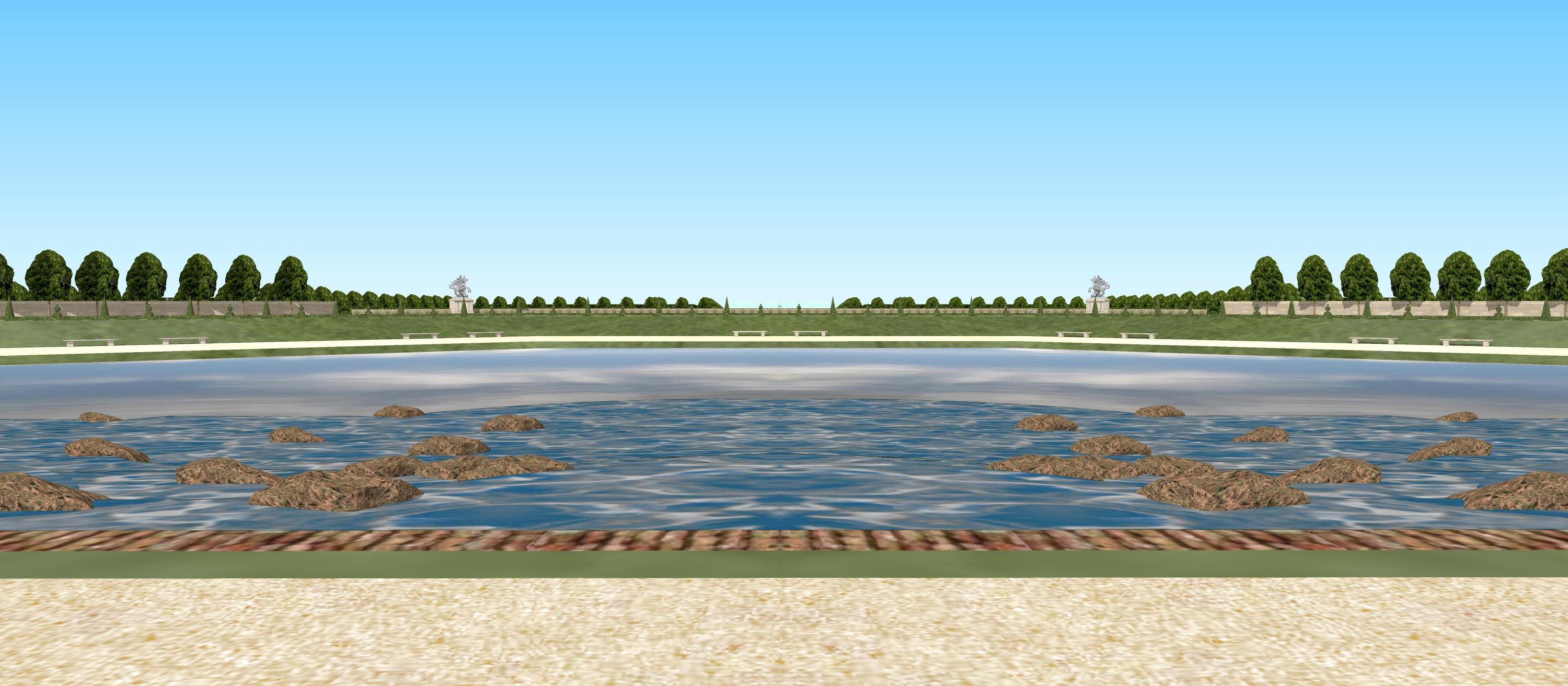
Vue sur les cascades au bout de la perspective de Marly, avec les deux chevaux.

## Fouilles
Depuis les années 1980, plusieurs campagnes de fouille permettent de redécouvrir les éléments disparus du château. Trois axes de recherche sont menés de front : l'étude des bâtiments, par l'observation des débris de construction, des aménagements paysagers en particulier au travers des adductions d'eau, et celle de la vie quotidienne au travers du mobilier archéologique retrouvé. Les découvertes les plus intéressantes sont exposées dans le musée du domaine.
En mai 2015, une équipe d’archéologues entreprend des fouilles au domaine de Marly .

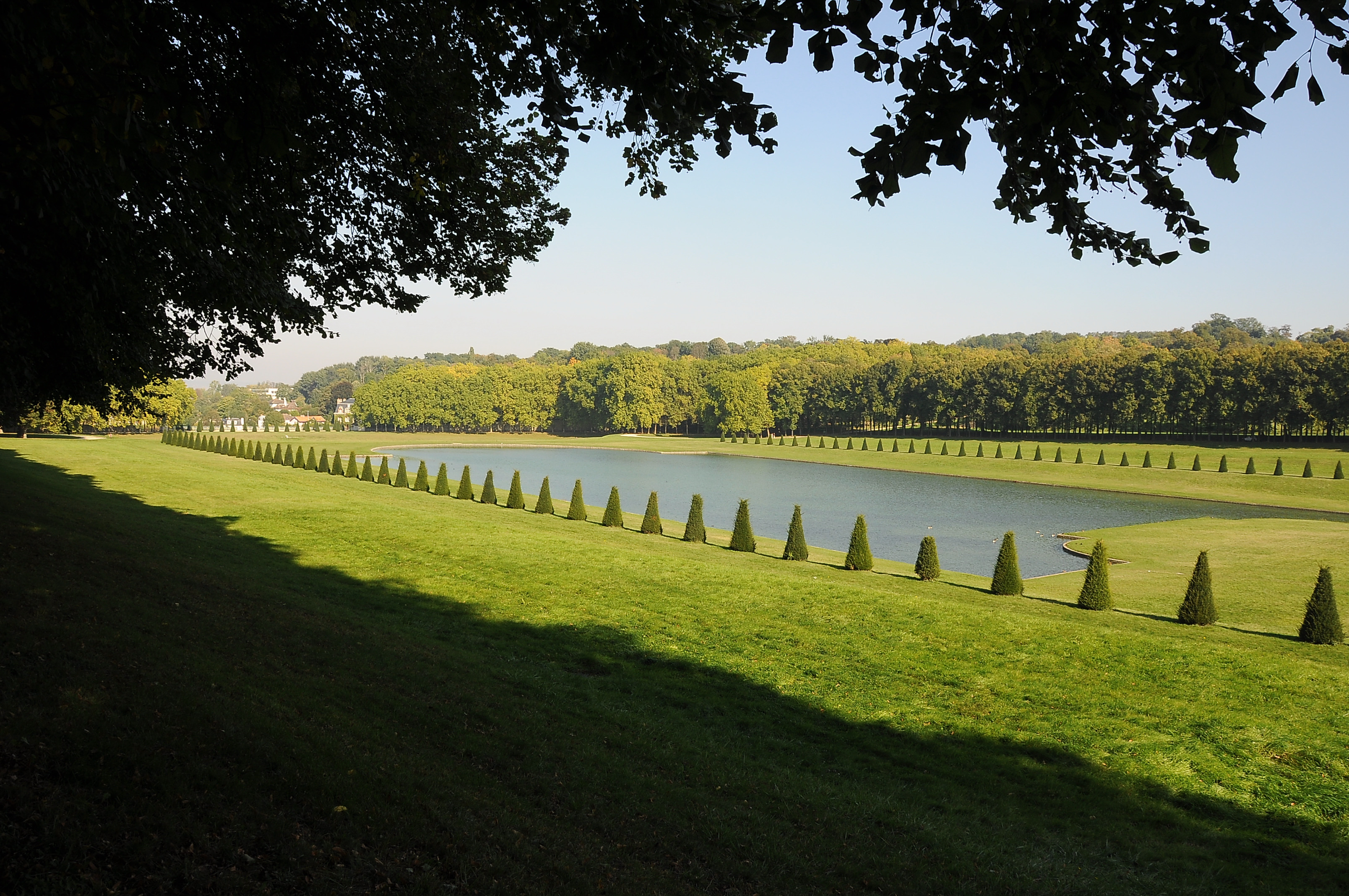
Le grand miroir, vestige des jardins de Marly.

## Marly et ses répliques
En Angleterre, la façade Ouest de Chatsworth House (construit en 1687 par William Talman pour le duc de Devonshire), présente une certaine ressemblance avec le pavillon royal de Marly.
En Russie, Pierre le Grand, au début du XVIIIe siècle, s'inspire fortement du château et de ses jardins, lorsqu'il construit le « palais de Marly », dans le parc du château de Peterhof.
Au Portugal, le palais de Queluz, construit pour Pierre III à partir de 1747 et souvent qualifié de « Versailles portugais », développe une façade centrale qui n'est pas sans évoquer le modèle de Marly.
La ville de Washington, capitale fédérale des États-Unis, est dessinée par l'architecte français Pierre Charles L'Enfant entre 1791 et 1792, selon le schéma d'ensemble du château de Marly. Un bâtiment principal sur la colline dominante, le Capitole, et des bâtiments officiels (ministères, musées...) devaient être répartis de part et d'autre d'un très large mall s'étendant vers le Potomac. Le mall devait avoir un large canal en son centre, dans le même esprit que celui de Marly (ou de Versailles), mais George Washington n'en a pas retenu l'idée. La maison du Président (President's House) est alors prévue à l'endroit même où se trouve aujourd'hui la Maison-Blanche. Mais Jefferson, à l'époque secrétaire d’État de l'administration Washington, partisan d'une construction beaucoup plus modeste du type villa Rotonda d'Andrea Palladio, ne veut pas de cette importance. Construite comme telle, elle a été agrandie à trois reprises. La surface originellement prévue par L'Enfant est encore visible par la disposition, en éventail, des rues qui devaient se rassembler au pied du bâtiment, et qui en sont aujourd'hui éloignées. Le différend avec Jefferson provoque le départ de L'Enfant, au regret de Washington qui impose le respect du schéma qu'il avait prévu, ainsi que la construction des bâtiments en pierres taillées, et non pas en briques. Cependant le mall a été réduit en largeur.
Au XIXe siècle, Louis II de Bavière s'inspire de la façade du château de Marly et de la grande pièce d'eau du centre des jardins lorsqu'il fait construire le château de Linderhof. Pour que les proportions du volume de la façade restent comparables à celle de Marly, il développe le château tout en profondeur, ce qui est très curieux et qui ne s'explique que par ce souci.
Le Puy du Fou fait construire en 2020 un hôtel 4 étoiles inspiré du château de Marly. Il est nommé « Le grand siècle ».

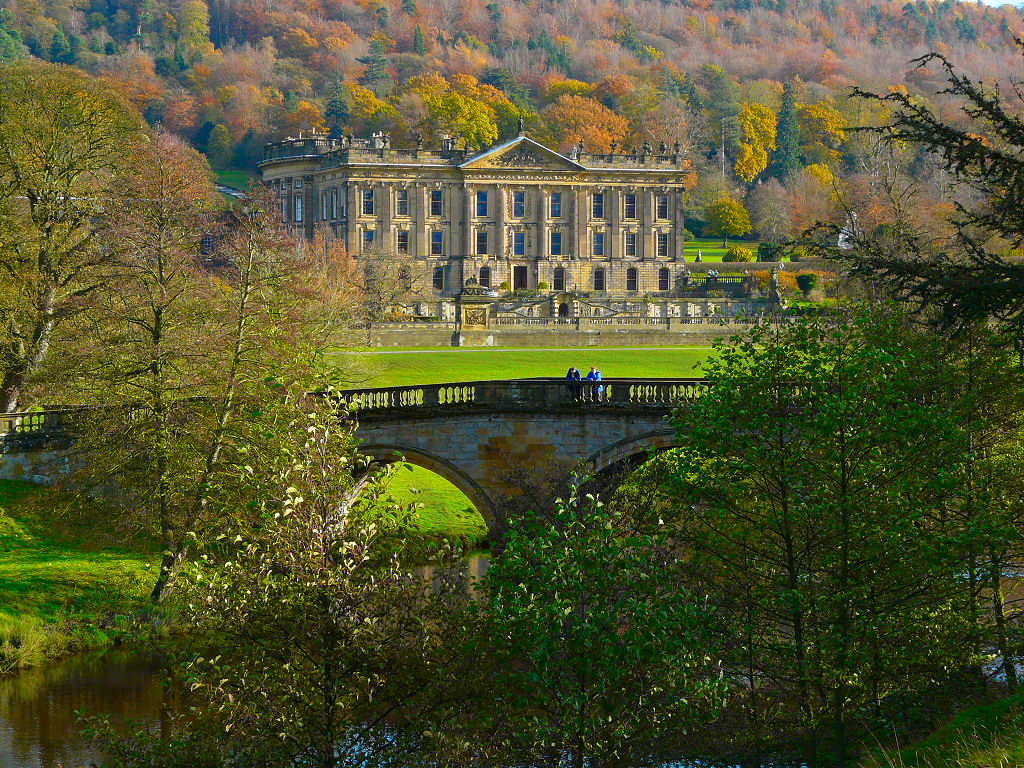
Chatsworth House
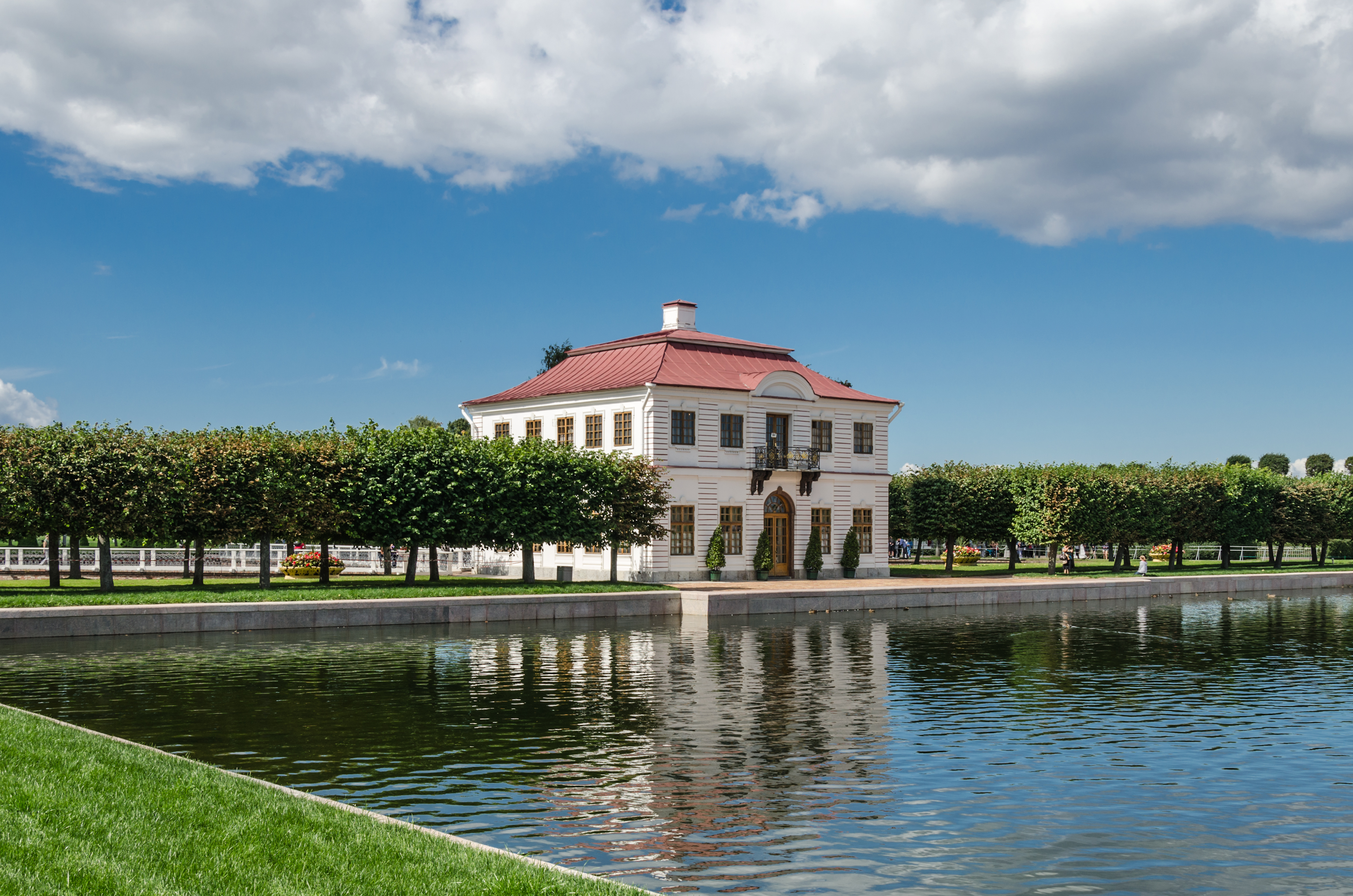
Le palais de Marly, à Peterhof.
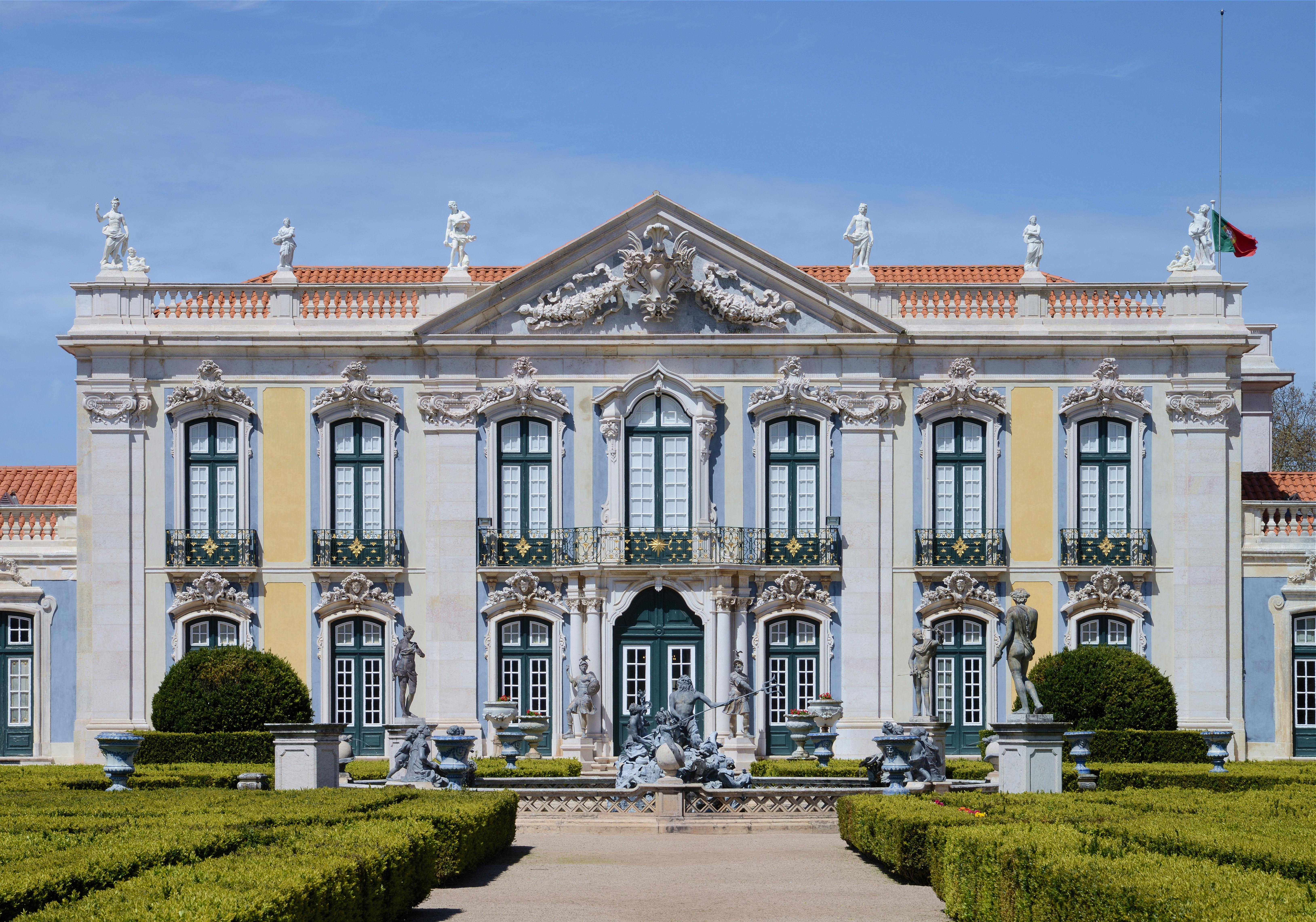
Le palais de Queluz.
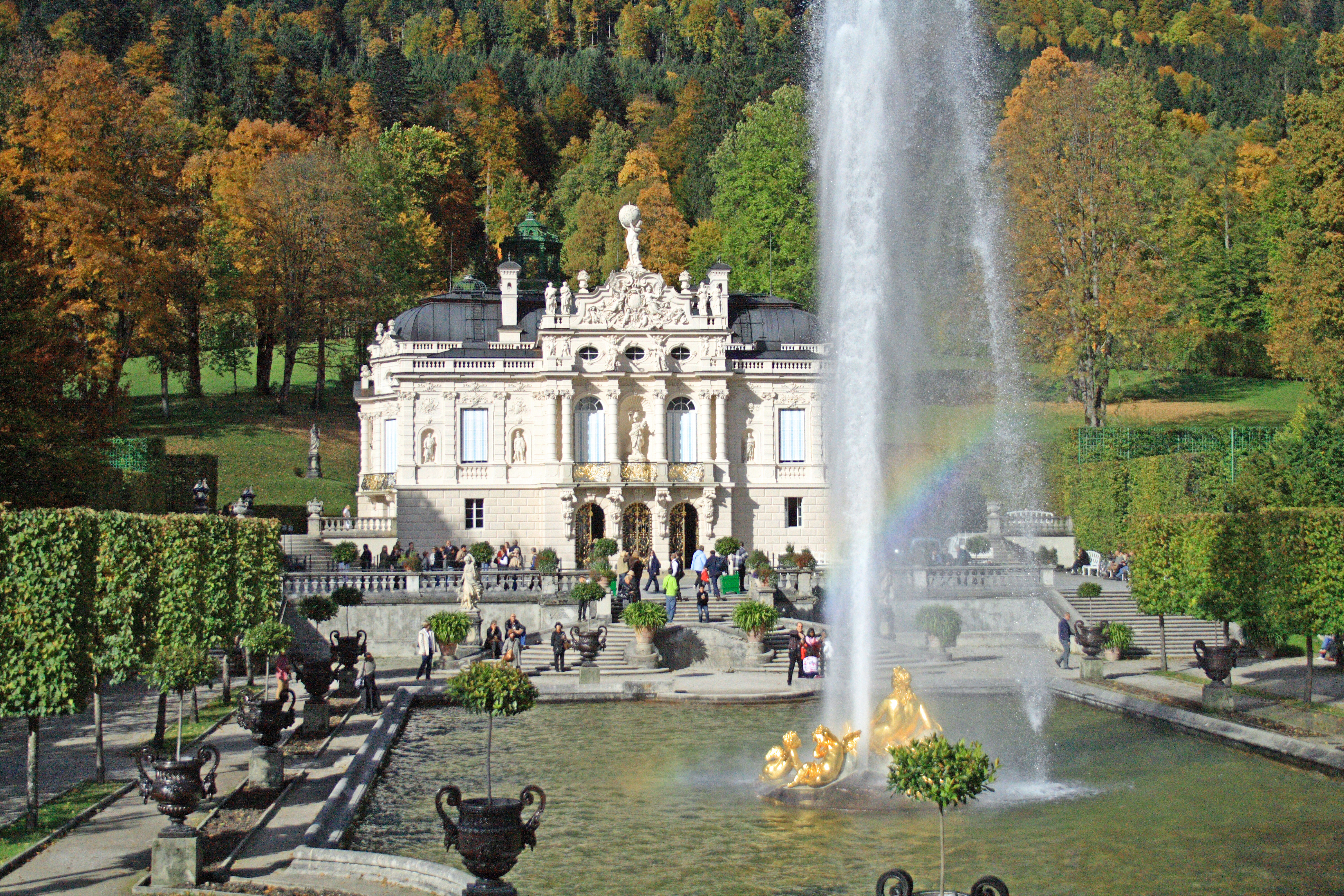
Le château de Linderhof.

## Protection
Le domaine de Marly est classé au titre des monuments historiques une première fois par la liste de 1862, puis une seconde fois par un arrêté de 1928.

#### Châteaux contemporains
- Palais du Louvre (la cour carrée).
- Château de Versailles
- Grand Trianon
- Château de Saint-Germain-en-Laye (les modifications apportées sous Louis XIV, ont disparu sous le IIe Empire).
- Château de Vaux-le-Vicomte
- Château de Saint-Cloud (détruit).
- Château de Meudon (château vieux détruit et château neuf en partie préservé).
- Château de Sceaux (château reconstruit au XIXe siècle).
- Château de Vincennes (pavillons du Roi et de la Reine).
- Château de Dampierre
- Château de Maisons-Laffitte
- Château de Breteuil